# Дъглас Феърбанкс-младши
Дъглас Елтън Феърбанкс-младши (на английски: Douglas Elton Fairbanks, Jr.) е американски актьор и високо награден военноморски офицер от Флота на САЩ по време на Втората световна война. 

## Биография
Дъглас Феърбанкс-младши е роден в Ню Йорк, син е на легендарния актьор от годините на нямото кино Дъглас Феърбанкс и първата му съпруга Анна Бет Съли.
Родителите му се развеждат, когато той е на девет години, а той живее с майка си в Ню Йорк, Калифорния, Париж и Лондон.

## Кариера
Бащата на Феърбанкс е една от иконите на киното, играе главните роли в такива приключенски филми като „Знакът на Зоро“ (1920), „Робин Худ“ (1922) и „Крадецът от Багдад“ (1924). До голяма степен само въз основа на името на баща му, Феърбанкс-младши получава договор с Парамаунт Пикчърс, когато е само на 14 години. След като участва в няколко посредствени филми, той започва да се представя отлично на сцената, което прави впечатление на баща му, мащехата му Мери Пикфорд и великия комик Чарли Чаплин, които го насърчават да продължи с актьорските си занимания.
Той започва кариерата си през ерата на нямото кино. Първоначално играе главно поддържащи роли в редица филми с участието на много от водещите актриси по това време, включително и Бел Бенет в „Стела Далас“ (1925), Естър Ралстън в „Американска Венера“ (1926) и Полин Старк във филма „Жените обичат диаманти“ (1927). В последните години на нямото кино той е изправен да играе в роли срещу героините на Лорета Йънг и Джоан Крофорд в Our Modern Maidens (1929).
Играе поддържаща роля във филма Woman of Affairs с Джон Гилбърт и Грета Гарбо през 1929 г. В началото на годините на киното със звук той играе рамо до рамо с Катрин Хепбърн във филма „Утринна слава“ (1933), за който тя печели „Оскар“ за най-добра актриса. Филмите му започват да имат доста по-висок касов успех, като примери за това са Outward Bound (1930), The Dawn Patrol (1930), Little Caesar (1931) и Gunga Din (1939).
През 1947 г. участва във филма „Дамата с хермелина“. Надява се този филм да възобнови кариерата му, но режисьора Ернс Любич умира по време на снимките и бива сменен от Ото Преминджър. Години по-късно Феърбанкс-младши разкрива в интервю, че това довело до неуспеха на филма, както и до застоя на кариерата му.
От 1953 до 1957 е водещ на антологичния сериал „Дъглас Феърбанкс представя“.
През 1989 г. Феърбанкс снима последната си роля. Тя е в епизод на сериала B.L. Stryker.

## Личен живот
Първата му връзка, която бива обсъждана в медиите, е тази с актрисата Джоан Крофорд. Двамата започват връзката си по време на снимките на Our Modern Maidens (1929). На 3 юни 1929 г. двамата сключват брак в Сейнт Малачи, Ню Йорк.
Двамата младоженци заминават на меден месец във Великобритания, където са гости на Ноел Кауърд и принц Джордж, херцог на Кент. Феърбанкс започва активен живот в обществото и политиката, но г-жа Крофорд е далеч по-заинтересована от своята филмова кариера и от новата си връзка с актьора Кларк Гейбъл. Двамата се развежда през 1933 г.
Независимо от техния развод, Феърбанкс защитава Крофорд, когато осиновената ѝ дъщеря Кристина Крофорд публикува биографична книга, наречена Mommie Dearest, една унищожителна биография за личния живот на Крофорд.
На 22 април 1939 г., Феърбанкс се жени за Мери Лий Хартфорд (по баща Ейплинг), бивша съпруга на Хънтингтън Хартфорд, наследник на дружеството Great Atlantic and Pacific Tea Company. Двамата са женени до смъртта на съпругата през 1988 г. От този брак двамата имат три дъщери – Дафни, Виктория и Мелиса.
На 30 май 1991 г. Феърбанкс се жени за трети път, за Вера Лий Шелтън, мърчандайзер от телевизионния канал за търговия QVC.

## Смърт
Дъглас Феърбанкс-младши умира на 90 години от инфаркт на 7 май 2000 г.

## Избрана филмография
| година | филм          | оригинално заглавие | роля            | режисьор     |
| ------ | ------------- | ------------------- | --------------- | ------------ |
| 1933   | Утринна слава | Morning Glory       | Джоузеф Шеридън | Лоуел Шърман |